# Namcheybung
Namcheybung est un village indien situé dans l'état indien du Sikkim, district du Sikkim oriental. En 2011, sa population s'élevait à 5128 personnes (2703 hommes et 2405 femmes).